# Lévignac-de-Guyenne
Lévignac-de-Guyenne è un comune francese di 641 abitanti situato nel dipartimento del Lot e Garonna nella regione della Nuova Aquitania.

## Società

### Evoluzione demografica
Abitanti censiti